# Громовка
Гро́мовка (до 1948 року — Коту́р; крим. Qotur) — село (до 2013 року — селище) в Україні, у Євпаторійському районі Автономної Республіки Крим.
Відстань від райцентру до населеного пункта становить 21 кілометрів по прямій.
У 2023 році у проєкті Постанови Верховної Ради України «Про перейменування деяких населених пунктів Автономної Республіки Крим» село запропоновано перейменувати на Котур.

## Населення
Згідно з переписом УРСР 1989 року чисельність наявного населення селища становила 21 особа, з яких 9 чоловіків та 12 жінок.
За переписом населення України 2001 року в селищі мешкало 25 осіб.

### Мова
Розподіл населення за рідною мовою за даними перепису 2001 року:
| Мова              | Відсоток |
| ----------------- | -------- |
| кримськотатарська | 71,43 %  |
| російська         | 21,43 %  |
| українська        | 7,14 %   |